# James Ramsay (Politiker)
Sir James Maxwell Ramsay KCMG KCVO CBE DSC (* 27. August 1916 in Hobart, Tasmanien; † 1. Mai 1986 in Broadbeach, Queensland) war ein australischer Offizier und Politiker.

## Leben
Er absolvierte 1933 das Royal Australian Naval College in Jervis Bay. Er durchlief eine hervorragende Marine-Karriere und diente während des Zweiten Weltkriegs auf britischen und australischen Schiffen im Indischen, Atlantischen und Pazifischen Ozean. Er erreichte den Rang eines Kommodore.
Von 1974 bis 1977 war er stellvertretender Gouverneur von Western Australia. Vom 22. April 1977 bis zum 21. Juli 1985 war er Gouverneur von Queensland.
| Personendaten    | Personendaten                              |
| ---------------- | ------------------------------------------ |
| NAME             | Ramsay, James                              |
| ALTERNATIVNAMEN  | Ramsay, James Maxwell (vollständiger Name) |
| KURZBESCHREIBUNG | australischer Offizier und Politiker       |
| GEBURTSDATUM     | 27. August 1916                            |
| GEBURTSORT       | Hobart, Tasmanien                          |
| STERBEDATUM      | 1. Mai 1986                                |
| STERBEORT        | Broadbeach, Queensland                     |